# Realme
Realme (en chino, 真我; pinyin, Zhēn wǒ), es un fabricante de productos electrónicos con sede en Dongguan, Guangdong, China. Es principalmente conocido por sus teléfonos inteligentes.
Realme es una submarca de BBK Electronics, es igual que otros fabricantes como OnePlus, Vivo, y OPPO.

## Historia
La empresa Realme, perteneciente al grupo BBK Electronics, fue fundada originalmente en 2010 bajo el nombre OPPO Real, siendo una submarca de OPPO Electronics Corporation. El 28 de agosto de 2018 adoptó el nombre de Realme de manera oficial, coincidiendo con el día Nacional de la Juventud en China, siendo esto una clara declaración de intenciones del público al que buscaba llegar la compañía. A pesar de todo, no fue hasta el 30 de julio de ese mismo año cuando Sky Li, vicepresidente de OPPO y responsable de los negocios internacionales de la compañía, anunció que Realme se convertía en una compañía independiente. En noviembre, Realme cambió su logo para visbilizar de manera más clara el cambio de rumbo de la compañía.
Las intención inicial de BBK con Realme era crear una marca capaz de competir con Redmi y HONOR empleando su misma estrategia: lanzar terminales de manera constante con una relación calidad-precio bastante agresiva en todos sus segmentos. Buscaban destinar su producto a un público joven que valora la tecnología y busca móviles de alto rendimiento a un precio ajustado.
En primera instancia, Realme comenzó la comercialización de sus productos exclusivamente en la India y solo se podían adquirir a través de internet. El éxito en India fue rotundo con cifras absolutamente abrumadoras: durante el periodo navideño de 2018 el envío de terminales Realme creció un 600% respecto al mercado estival, convirtiéndose en una marca emergente en el país hindú y cerraron el último trimestre de 2018 como la cuarta marca con más dispositivos vendidos.
Tras el éxito cosechado en India, Realme inició un proceso de expansión con el objetivo de internacionalizar la marca. Este empezó el 15 de mayo de 2019, con la celebración de una rueda de prensa en Pekín en la que certificaron de manera oficial la entrada de la compañía en el mercado chino, algo que harían coincidiendo con el lanzamiento de tres nuevos terminales: el Realme X, el Realme X Lite y el Realme X Master Edition. Un mes más tarde, la marca dio otro paso adelante en su proceso de crecimiento, entrando en el mercado europeo. En julio de 2019 Realme se comercializaba en más de 20 mercados: China, India, Indonesia, Tailandia, Malasia, Singapur, Birmania, Filipinas, Vietnam, Pakistán, Nepal, Bangladés, Emiratos Árabes Unidos, Egipto, Reino Unido, Francia, Italia, España, Rusia, etc.
El proceso de expansión se tradujo en un aumento considerable en las ventas de la compañía. En 2019 presentaron un crecimiento interanual del 800% en ventas y vendieron más de 10 millones de terminales, convirtiéndose en la séptima marca más vendida del mundo.
El crecimiento de la marca ha sido constante. En 2020 la marca presentó un aumento interanual de las ventas del 65% y en junio de 2021 se convirtió en la marca de teléfonos más rápida en llegar a los 100 millones de terminales vendidos de forma acumulativa en todo el mundo, tardando 37 meses en lograr pasar de 0 a la cantidad nombrada. Además, se convirtió en la quinta marca más vendida de Europa, mismo puesto que ocupó en España, presentando un crecimiento anual del 1365%, con una cuota de mercado del 5%.

## Modelos Comercializados en España[7][8]
- Realme 5i
- Realme 5
- Realme 5 Pro
- Realme 6i
- Realme 6
- Realme 6 Pro
- Realme 7
- Realme 7i
- Realme 7 Pro
- Realme 8
- Realme 8i
- Realme 8 Pro
- Realme 8 5G[9]
- Realme 9
- Realme 9i
- Realme 9 Pro
- Realme 9 Pro Plus
- Realme 10
- Realme 10 Pro
- Realme 10 Pro Plus
- Realme 11
- Realme 11 Pro
- Realme 11 Pro Plus
- Realme 12
- Realme 12 5G
- Realme 12x 5G
- Realme 12 Plus 5G
- Realme 12 Pro 5G
- Realme 12 Pro Plus 5G
- Realme C11
- Realme C12
- Realme C15
- Realme C20
- Realme C21
- Realme C22
- Realme C23
- Realme C25
- Realme C30
- Realme C31
- Realme C33
- Realme C53
- Realme C55
- Realme C61
- Realme C63
- Realme C65
- Realme C67
- Realme X2 Pro
- Realme X3 SuperZoom
- Realme X50 5G
- Realme X50 Pro
- Realme Note 50
- Realme Note 60
- Realme GT
- Realme GT Neo 2
- Realme GT Neo 3
- Realme GT Neo 5
- Realme GT 2
- Realme GT 2 Pro
- Realme GT 3
- Realme GT 5
- Realme GT 6
- Realme GT 6T
- Realme GT 7 Pro

## Otros dispositivos
Aunque el principal foco de ventas de la compañía se centra en los teléfonos móviles, Realme ha desarrollado una amplia gama de dispositivos electrónicos que permiten al usuario disfrutar de una experiencia tecnológica completa.

### Dispositivos de televisión
Realme anunció en abril de 2020 el lanzamiento de su primer televisor: Realme Smart TV X Full HD, una televisión inteligente que destacó por su precio ajustado y su elevado rendimiento y exclusiva para India. Realme siguió en esa línea lanzando diferentes versiones del televisor hasta que en septiembre de 2021 lanzaron su sexta televisión: la Realme Smart TV Neo 32", un televisor muy económico pero con un rendimiento mucho más imitado que el de sus predecesores.
En 2022, Realme lanzó el realme Smart TV Stick y el realme 4k Smart Google TV Stick, dos TV Box de grandes prestaciones pese a su reducido tamaño para un uso complementario al de sus televisores.

### Dispositivos de audio
Realme cuenta con un amplio catálogo de dispositivos de audio, especialmente de auriculares inalámbricos. Realme cuenta con cuatro líneas de este tipo de dispositivos: los Realme Buds Air, los Realme  TechLife Buds, los Realme Buds Wireless y los Realme Buds Q. Además, cada una de estas líneas cuenta con gran cantidad de modelos. Realme además dispone de los Realme Buds, los cuales funcionan con cable.
Realme lanzó también en 2020 junto a su primera televisión una barra de sonido para televisores: Realme 100W soundbar.

### Relojes inteligentes
Realme dispone de un amplio abanico de relojes inteligentes. Estos están divididos en dos líneas de productos: los Realme Watch y los Realme Band. Hay un total de 4 modelos distintos de Realme Watch (Realme Watch S, Realme Watch 2, Realme Watch 3 y Realme TechLife Watch), son relojes computerizados y repletos de servicios inteligentes, además algunos de ellos cuentan con la versión Pro que aumenta las capacidades de la versión estándar. Por otro lado, los Realme Band cuentan con dos modelos (Realme Band y Realme Band 2). Son pulseras inteligentes muy asequibles que cuentan con funciones de monitorización vital como contar los pasos o las calorías quemadas.

### Ordenadores y tabletas
Realme dispone de su propia línea de portátiles: el Realme Book, un portátil ideado para trabajar aunque dispone de unas especificaciones que pueden hacerlo útil para un uso recreativo. Este, a su vez, dispone de dos modelos: el Realme Book Prime, el modelo más completo, y el Realme Book (slim), un modelo más compacto y destinado exclusivamente al trabajo.
Realme también cuenta con su propia línea de tabletas: las Realme Pads, que, siguiendo la estela de la compañía, ofrecen un elevado rendimiento a un precio asequible. Cuenta con 3 modelos: la Realme Pad, el modelo estándar, la Realme Pad Mini, un modelo de tamaño reducido y la Realme Pad X, el modelo de alta gama de la línea.

### Smart Home
Realme cuenta con una serie de dispositivos Smart Home que destacan por su relación calidad-precio. Hay un total de 7 y estos son: Realme TechLife Air Purifier, un purificador de aire, Realme TechLife Robot Vacuum Cleaner, una aspiradora robot, Realme LED Smart Bulb, una bombilla inteligente, realme Motion Activated Night Light White, una pequeña luz inteligente pensada para funcionar de noche, Realme Smart Plug, un enchufe inteligente que funciona por control remoto con una aplicación del teléfono, Realme Smart Cam 360°, una cámara de seguridad con capacidad de grabar 360° y Realme Smart Scale, una báscula inteligente.